# Günther Bantzer

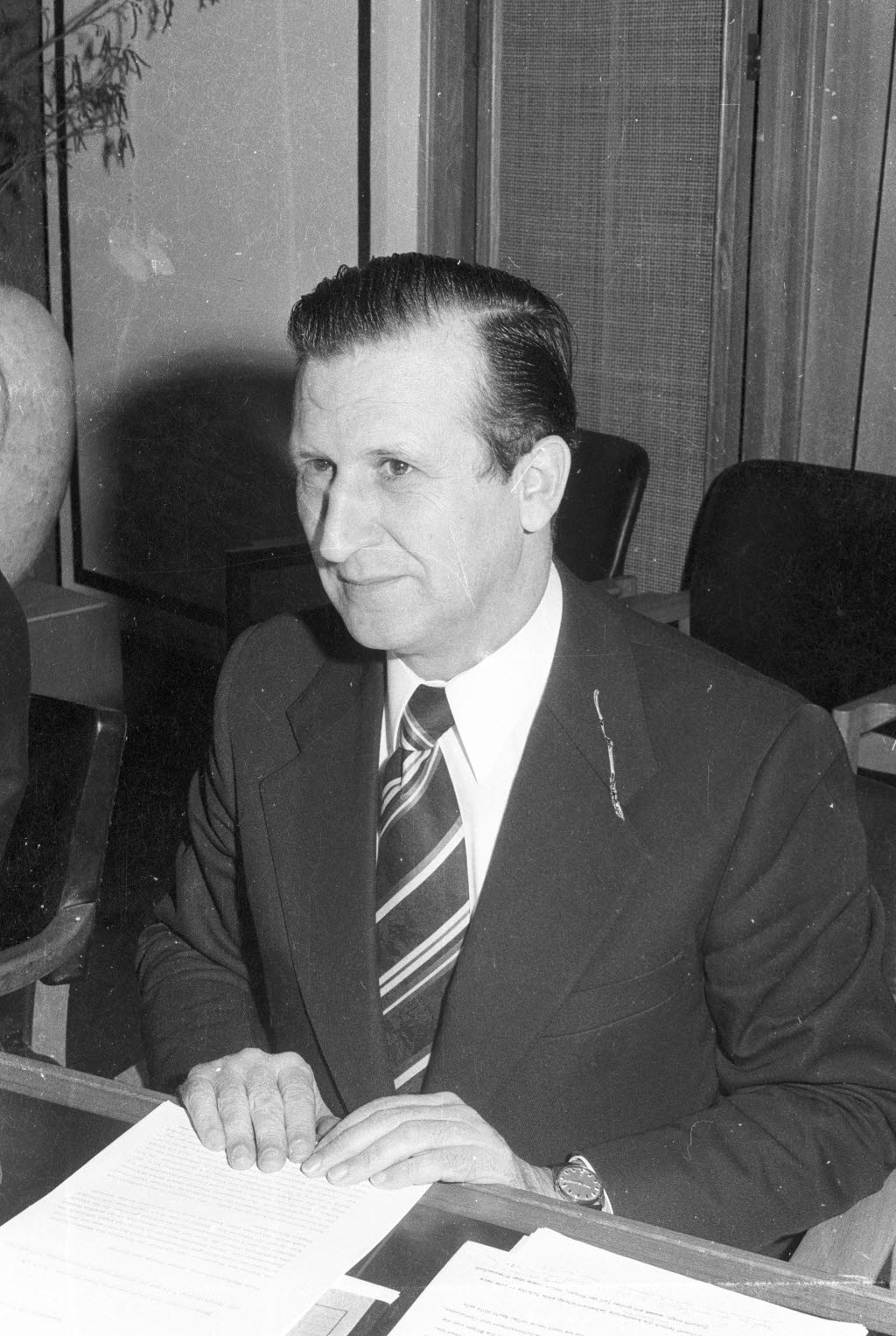
Günther Bantzer 1974 in der Ratsversammlung

Günther Bantzer (* 1. September 1921 in Dresden; † 16. Oktober 2019 in Kiel) war ein deutscher Politiker (SPD) und langjähriger Oberbürgermeister von Kiel.

## Leben
Im Zweiten Weltkrieg erreichte Bantzer den Rang eines Oberleutnants der Wehrmacht. Bantzer studierte von 1946 bis 1950 Rechtswissenschaft an der Philipps-Universität Marburg. 1950 war er Bundessekretär des Sozialistischen Deutschen Studentenbundes (SDS), 1951/52 SDS-Bundesvorsitzender. Bevor er von 1965 bis 1980 als Kieler Oberbürgermeister wirkte, war er 1956 bis 1958 Pressereferent des Ministerpräsidenten von Nordrhein-Westfalen, Fritz Steinhoff, und von 1958 bis 1965 Oberkreisdirektor des Landkreises Herford/Ostwestfalen. Er setzte sich besonders für sportliche Belange ein. In seine Kieler Amtszeit fiel die Austragung der olympischen Segelwettbewerbe 1972 in Kiel-Schilksee, die mit dem Bau des Kieler Autobahnanschlusses durch die A 215, des olympischen Dorfes und der zweiten Brücke über den Nord-Ostsee-Kanal einhergingen. Weiterhin initiierte er die Spiellinie auf der Kieler Woche. Er gehörte von 1968 bis 1980 dem Präsidium des Deutschen Städtetags an, dessen Präsident er von 1979 bis 1980 war.
Bantzer, der Kieler Oberbürgermeister mit der längsten Amtszeit (1965 bis 1980) im 20. Jahrhundert, trug mit Kontakten seiner Stadt nach Rostock und Tallinn auf kommunaler Ebene aktiv zur Entspannungspolitik bei.
Im Oktober 2019 starb Bantzer im Alter von 98 Jahren.

## Ehrungen und Auszeichnungen
- 1976: Verdienstkreuz 1. Klasse des Verdienstordens der Bundesrepublik Deutschland
- 1980: Großes Verdienstkreuz des Verdienstordens der Bundesrepublik Deutschland
- Ehrenbürger der Christian-Albrechts-Universität zu Kiel
- Andreas-Gayk-Medaille der Stadt Kiel
- 1991: Ernst-Reuter-Plakette der Stadt Berlin
- 2015: Willy-Brandt-Medaille der Sozialdemokratischen Partei Deutschlands[5]